# Клір-Крік (округ Лассен, Каліфорнія)
Клір-Крік (англ. Clear Creek) — переписна місцевість (CDP) в США, в окрузі Лассен штату Каліфорнія. Населення — 175 осіб (2020).

## Географія
Клір-Крік розташований за координатами 40°18′26″ пн. ш. 121°3′22″ зх. д. / 40.30722° пн. ш. 121.05611° зх. д. (40.307191, -121.056044).  За даними Бюро перепису населення США в 2010 році переписна місцевість мала площу 2,95 км², з яких 2,93 км² — суходіл та 0,02 км² — водойми.

## Демографія
Згідно з переписом 2010 року, у переписній місцевості мешкало 169 осіб у 73 домогосподарствах у складі 48 родин. Густота населення становила 57 осіб/км².  Було 162 помешкання (55/км²).
Расовий склад населення:
| - 88,2 % — білих - 3,0 % — корінних американців - 1,2 % — вихідців з тихоокеанських островів |

До двох чи більше рас належало 7,1 %. Частка іспаномовних становила 8,9 % від усіх жителів.
За віковим діапазоном населення розподілялося таким чином: 17,2 % — особи молодші 18 років, 62,7 % — особи у віці 18—64 років, 20,1 % — особи у віці 65 років та старші. Медіана віку мешканця становила 49,7 року. На 100 осіб жіночої статі у переписній місцевості припадало 101,2 чоловіків;  на 100 жінок у віці від 18 років та старших — 118,8 чоловіків також старших 18 років.
За межею бідності перебувало 48,8 % осіб, у тому числі 56,8 % дітей у віці до 18 років та 0,0 % осіб у віці 65 років та старших.
Цивільне працевлаштоване населення становило 35 осіб. Основні галузі зайнятості: будівництво — 45,7 %, науковці, спеціалісти, менеджери — 17,1 %, роздрібна торгівля — 14,3 %, освіта, охорона здоров'я та соціальна допомога — 14,3 %.